# Club América
Club de Fútbol América S.A. de C.V (også kendt som Club América eller bare América) er en mexicansk fodboldklub fra hovedstaden Mexico City. Klubben spiller i landets bedste liga, Liga MX, og har hjemmebane på stadionet Estadio Azteca. Klubben blev grundlagt den 12. oktober 1916, og har siden da vundet 11 mesterskaber, fem pokaltitler og fem udgaver af CONCACAF Champions League.
Américas største rivaler er Guadalajara-klubben, Chivas.

## Titler
- Liga MX (11): 1966, 1971, 1976, 1984, 1985 (1), 1985 (2), 1988, 1989, Verano 2002, Clausura 2005, Clausura 2013

- Copa México (5): 1954, 1955, 1964, 1965, 1974

- CONCACAF Champions League (5): 1977, 1987, 1990, 1992, 2006

- Copa Interamericana (2): 1978, 1990

## Kendte spillere
| - Cuauhtémoc Blanco - Luis Roberto Alves - Alfredo Tena - José Antonio Roca - Carlos de los Cobos - Enrique Borja - Luis García - Joaquín Del Olmo - Luis Hernández - Raúl Gutiérrez - Alberto García Aspe - Gonzálo Farfan - Javier Aguirre - Carlos Hermosillo - Cristóbal Ortega - Ricardo Peláez - Eduardo Gonzales Palmer - Pavel Pardo - Horacio Casarín - Javier "Chalo" Fragoso - José Antonio Castro - Germán Villa - Guillermo Ochoa - Adolfo Ríos |  | - Vinicio Bravo - Adrian Chávez - Hugo Sánchez - Oswaldo Sánchez - Antônio Carlos Santos - Zague - Amaral - Zizinho - Edú - Nílton Pinheiro - Dirceu - Francisco Moacyr Santos - Toninho - Batata - Arlindo - Djalminha - Carlos Reinoso - Osvaldo Castro - Iván Zamorano - Fabián Estay - Marco Figueroa - Reinaldo Navia - Jean Beausejour - Frankie Oviedo |